# Svensk Flygambulans

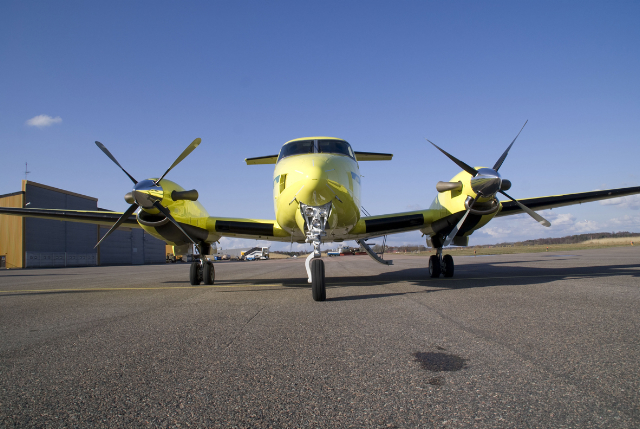
Svensk Flygambulans använder sig av tre flygplan av typen Beechcraft Super King Air

Svensk Flygambulans AB, till 2007: SOS Flygambulans AB, var ett svenskt ambulansflygbolag, som grundades 1976.
Svensk Flygambulans AB köptes 2004 av Stiftelsen Norsk Luftambulanse. År 2009 köpte Scandinavian Air Ambulance Svensk Flygambulans AB, och verksamheten är nu integrerad i Babcock Scandinavian Air Ambulance.
Flygplansflottan bestod av tre Beechcraft Super King Air 200.

## Bilder

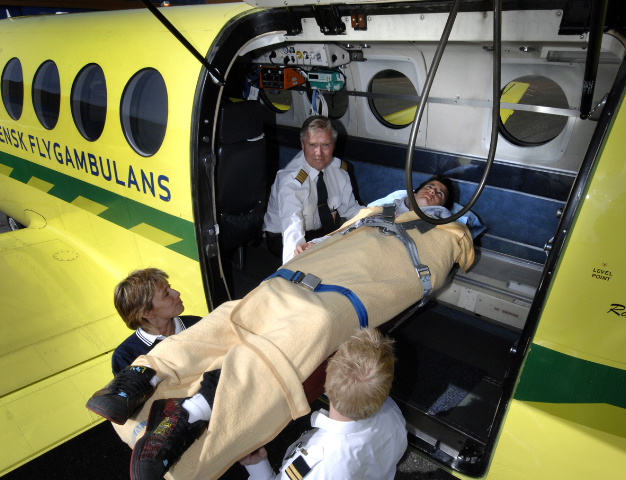
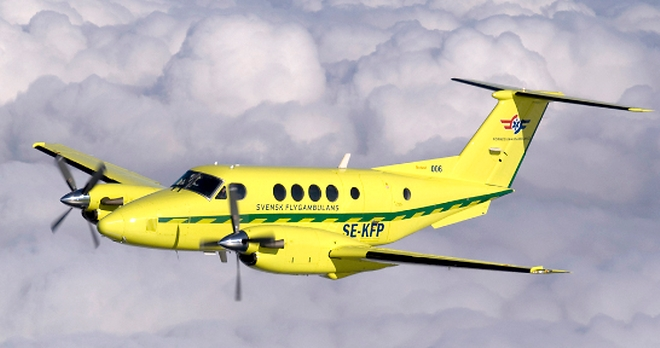
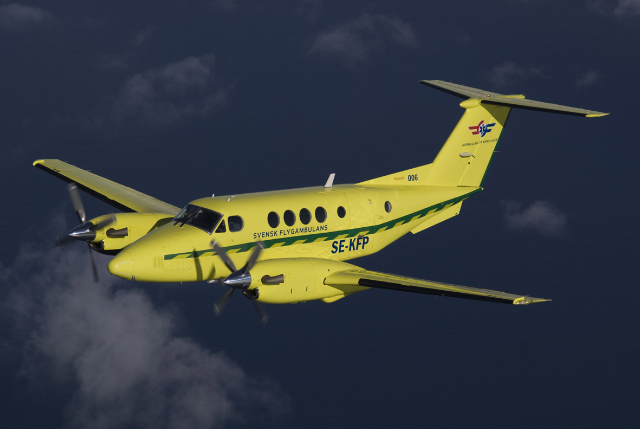